# صفيراء طويلة الساق
صفيراء طويلة الساق (الاسم العلمي:Sophora longipes) هي نوع من النباتات يتبع جنس الصفيراء من الفصيلة البقولية.